# Teniku Talesi Honolulu
Teniku Talesi Honolulu est la gouverneure générale des Tuvalu par intérim du 22 août 2019 à janvier 2021. Durant cette période, elle est la représentante de la reine des Tuvalu, Élisabeth II.

## Biographie
Teniku Talesi Honolulu est une haute fonctionnaire de profession. À partir de 1998, comme secrétaire adjointe au ministère de l'Intérieur et du Développement rural, elle participe à différentes réunions internationales portant sur la protection des ressources naturelles, le climat ou l'environnement. Ainsi, elle assiste notamment à la 10e conférence du Programme régional océanien de l’environnement aux Samoa en 1998, et à la 37e conférence de la Commission du Pacifique Sud pour les géosciences appliquées à Funafuti, aux Tuvalu, en 2008,.
En 2009, elle représente son gouvernement, au nom du ministère des Ressources naturelles et de l'Environnement des Tuvalu, à Nagasaki du 7 au 10 septembre, lors de la réunion de la Commission pour la conservation et la gestion des stocks de poissons grands migrateurs dans l'océan Pacifique occidental et central, ainsi qu'à la réunion de la Commission baleinière internationale. L'année suivante, elle fait partie de la délégation des Tuvalu à la conférence sur le climat de Bonn,. En 2012, elle est toujours secrétaire adjointe au ministère de l'Intérieur et du Développement rural,.
En 2017, elle devient membre de l'ordre de l'Empire britannique pour services rendus à la communauté et services publics.
À la suite de la démission de Sir Iakoba Italeli en août 2019, Teniku Talesi Honolulu lui succède à titre intérimaire dans la fonction de gouverneur général des Tuvalu et devient la première femme à occuper ce poste. Sir Iakoba Italeli avait démissionné pour se présenter aux élections législatives de 2019, sans succès. De ce fait, Teniku Talesi Honolulu se retrouve avec un gouvernement exécutif intérimaire dirigé par le Premier ministre Enele Sopoaga mis en minorité par le Parlement.
Elle convoque la réunion du Fale i Fono, le Parlement des Tuvalu, le 19 septembre 2019, au cours de laquelle Kausea Natano est élu Premier ministre des Tuvalu,. Elle utilise notamment son droit de grâce en faveur de deux ressortissants fidjiens,.
Exerçant ses fonctions depuis 2019, du fait de désaccords de procédures entre le gouvernement exécutif et les Falekaupule (en) (assemblées des anciens) de chaque île de l'archipel sur la désignation de son successeur, elle est remplacée en janvier 2021 dans la fonction de gouverneur général par intérim par Samuelu Teo, jusqu'à la nomination de Tofiga Vaevalu Falani en tant que gouverneur général titulaire en septembre de la même année.

## Distinctions
- 2017 : Membre de l'ordre de l'Empire britannique (MBE)[14].